# Canthigaster margaritata
Canthigaster margaritata es una especie de peces de la familia Tetraodontidae en el orden de los Tetraodontiformes.

## Morfología
Los machos pueden llegar alcanzar los 31,2 cm de longitud total.

## Depredadores
En la Polinesia Francesa es depredado por  Cephalopholisminiados .

## Hábitat
Es un pez de mar de clima tropical y asociado a los  arrecifes de coral.

## Distribución geográfica
Se encuentra en el Mar Rojo, la isla Inhaca (Mozambique), y las islas Ogasawara.

## Observaciones
Es inofensivo para los humanos